# Beratski okrug
Beratski okrug (albanski: Qarku i Beratit) je jedan od 12 okruga Albanije. Glavni grad okruga je Berat.
Sastoji se od sljedećih distrikata:
- Beratski distrikt
- Kuçovski distrikt
- Skraparski distrikt

Ovo je jedini okrug u Albaniji koji ne graniči ni s morem ni s drugom državom. Okrug Berat graniči sa sljedećim okruzima:
- Elbasanski okrug: sjever
- Korčanski okrug: istok
- Gjirokastërski okrug: jug
- Fierski okrug: zapad